# Bell County, Texas
Bell County är ett administrativt område i delstaten Texas, USA, med 310 235 invånare (2010). Den administrativa huvudorten (county seat) är Belton. Countyt har fått sitt namn efter Peter Hansborough Bell som var guvernör i Texas 1849–1853.
Armébasen Fort Hood är belägen i countyt.

## Geografi
Enligt United States Census Bureau så har countyt en total area på 2 818 km². 2 745 km² av den arean är land och 73 km² är vatten. 

### Angränsande countyn
- McLennan County - nord
- Falls County - nordost
- Milam County - sydost
- Williamson County - syd
- Burnet County - sydväst
- Lampasas County - väst
- Coryell County - nordväst